# Nabis limbatus

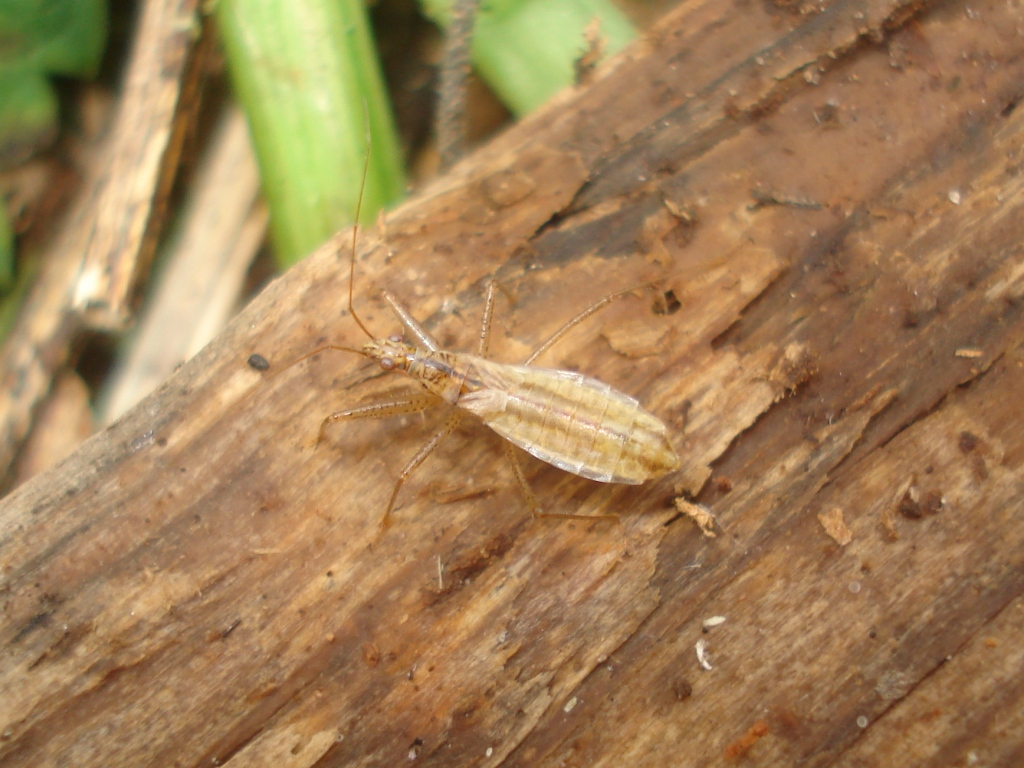
Nabis limbatus

Nabis limbatus (auch als Sumpfsichelwanze bekannt, Syn.: Dolichonabis limbatus) ist eine Wanzenart aus der Familie der Sichelwanzen (Nabidae).

## Merkmale
Die Wanzen werden 7,2 bis 9,2 Millimeter lang. Sie haben einen breiten Körper und sehr kurze Flügel, die fast ausnahmslos mikropter sind. Diese sind kürzer als bei Nabis flavomarginatus und bedecken nur das zweite und teilweise das dritte Hinterleibssegment. Nur selten treten Individuen mit voll entwickelten (makropteren) Flügeln auf. Die Hemielytren tragen dunkle Längsstreifen. Nabis lineatus ist ähnlich, aber größer und hat ein schmaleres Connexivum, das den Tieren eine schlankere Erscheinung gibt. Bei Nabis lineatus sind die Männchen allerdings viel schlanker als die Weibchen, sodass dieses Merkmal nicht für eine sichere Bestimmung verwendbar ist. Der Kopf ist vor den Facettenaugen etwa länger als der Abstand zwischen den Augen. Der Rücken des Hinterleibs trägt drei dunkle Längsbinden. Die Seiten des Hinterleibs sind blattartig dünn und hell durchscheinend. Sie tragen bei manchen Individuen rote Flecke. Die Schenkel (Femora) der vorderen beiden Beinpaare tragen schwarze Striche und Punkte, die der Hinterbeine sind nur gepunktet.

## Vorkommen und Lebensraum
Die Art ist in Nordeuropa und dem nördlichen Teil von West- und Mitteleuropa verbreitet. Sie tritt im Osten über Osteuropa und Sibirien bis nach China und Korea auf. Durch den Menschen wurde sie in Kanada eingeschleppt. In Deutschland und Österreich tritt die Art überall auf, ist aber nur im Norden häufig. In den Alpen steigt sie bis ungefähr 1400 Meter Seehöhe. Im Süden ist sie nur in den Mittelgebirgen häufig.
Wie die in der Lebensweise ähnliche Nabis lineatus besiedelt Nabis limbatus das hohe Gras und die Krautschicht feuchter bis nasser, offener bis halbschattiger Lebensräume mit Bewuchs von Süß- und Sauergräsern. In Wäldern findet man sie überwiegend an Lichtungen, dem Rand von Wegen und an Säumen. Gelegentlich findet man sie auch an trockeneren Orten.

## Lebensweise
Nabis limbatus hat ein unspezifisches Beutespektrum und jagt sowohl am Boden als auch in der Krautschicht. Die Überwinterung erfolgt als Ei. Die Nymphen kann man von Mitte Mai bis Juli beobachten, die Adulten etwa ab Ende Juni. Die Weibchen stechen ihre Eier überwiegend im August in Grashalme oder die Stängel von krautigen Pflanzen ein. Die Adulten kann man dann bis maximal November beobachten, wobei die Männchen bereits im September zum größten Teil verschwunden sind. Die mikropteren Wanzen durchleben nur vier Nymphenstadien.

## Belege